# (37997) 1998 KW30
1998 KW30 (asteroide 37997) é um asteroide da cintura principal. Possui uma excentricidade de 0.15863840 e uma inclinação de 10.00894º.
Este asteroide foi descoberto no dia 22 de maio de 1998 por LINEAR em Socorro.